# Barbula salisburiensis
Barbula salisburiensis är en bladmossart som beskrevs av Hugh Neville Dixon 1922. Barbula salisburiensis ingår i släktet neonmossor, och familjen Pottiaceae. Inga underarter finns listade i Catalogue of Life.